# شاخه زیتون

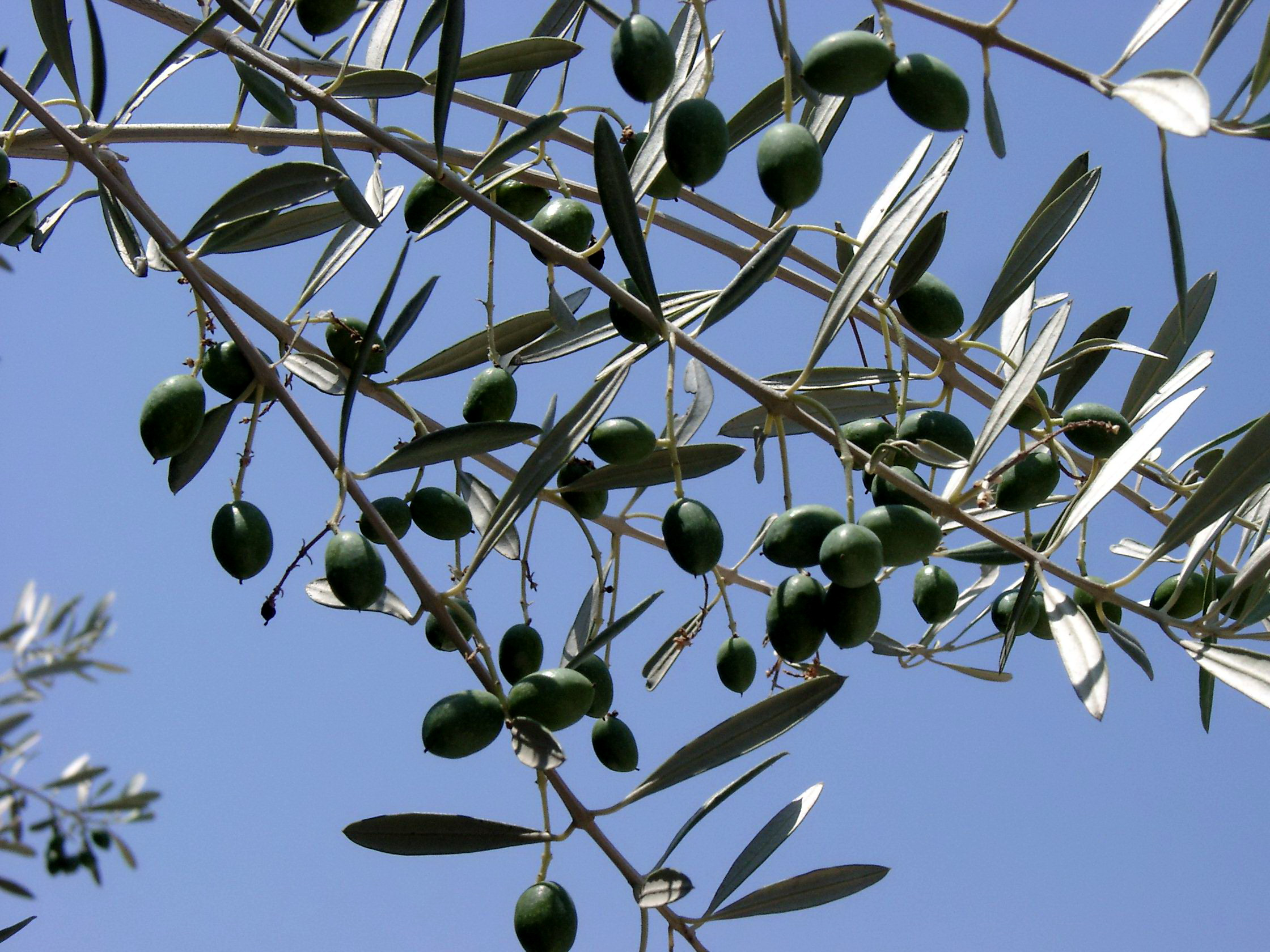
شاخه‌های زیتون

شاخه زیتون (انگلیسی: Olive branch)، معمولاً نماد صلح یا پیروزی است و در طول تاریخ توسط عروس و دوشیزگان استفاده می‌شد. این نماد که در فرهنگ غربی است، ریشه از آداب و رسوم یونان باستان دارد، و با این‌حال با رشد در حوزه مدیترانه در هر فرهنگ و مذهب پیدا شده‌است.

## یونان و روم باستان

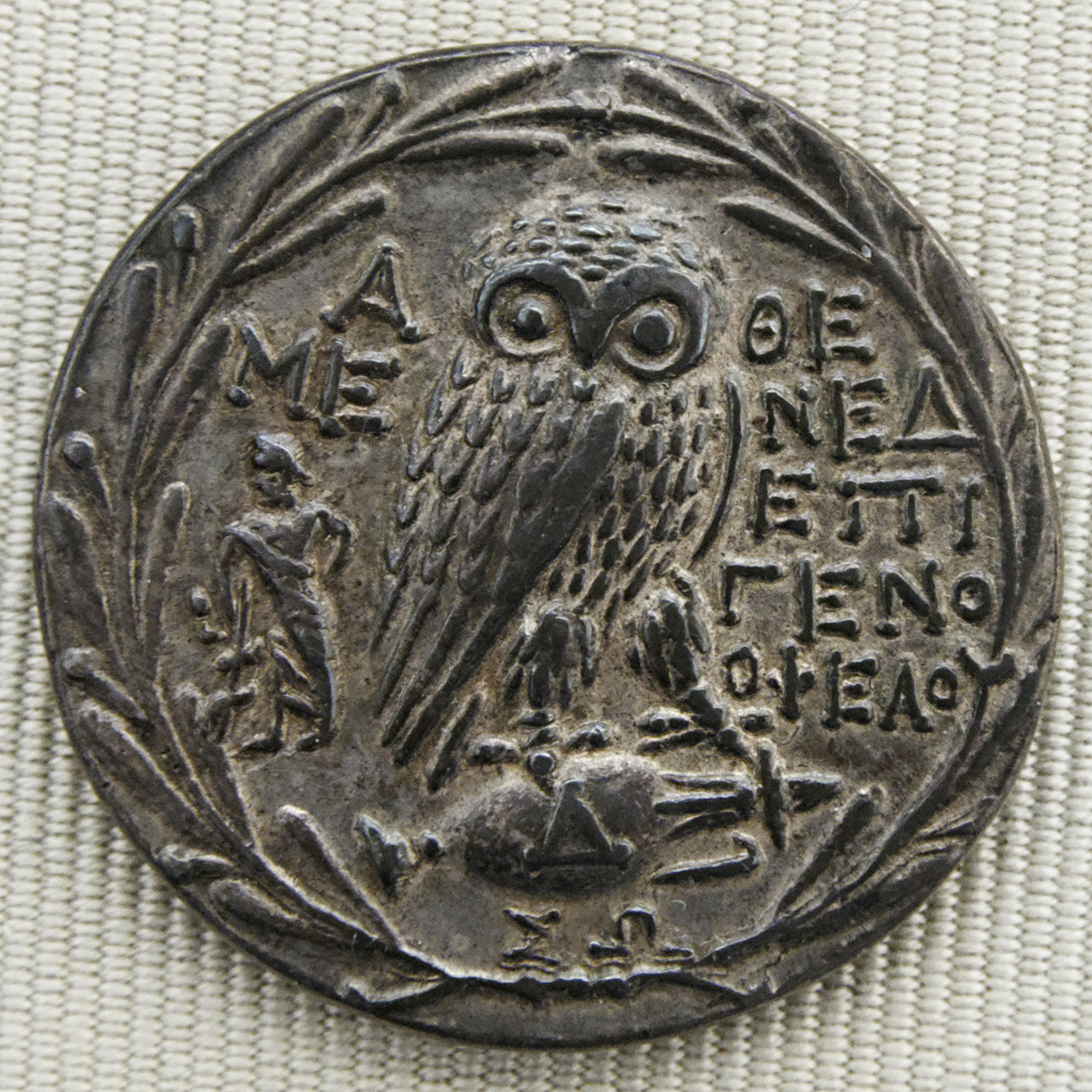
تترا دراخمای نقره یونانی، حدود ۲۰۰–۱۵۰ پیش از میلاد، با تصویر جغد ایستاده که یک تاج گل از برگ زیتون آن را احاطه نموده‌است.

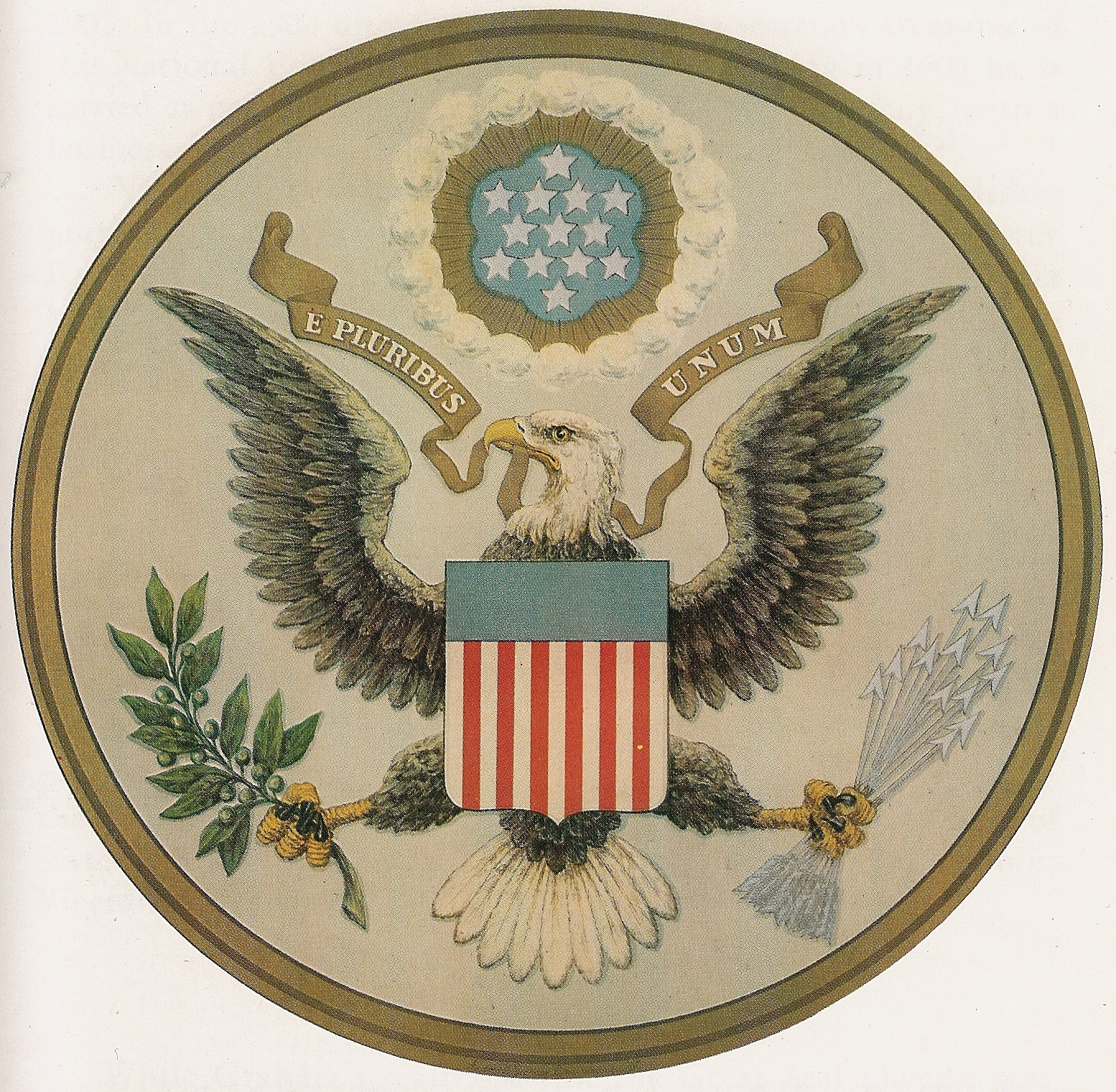
شاخه زیتون در طراحی آرم بزرگ ایالات متحده، سال ۱۸۸۵

پرچم سازمان ملل متحد

در اساطیر یونانی، آتنا با پوزئیدون خدای دریا برای در اختیار داشتن آتن به رقابت پرداختند. خدای دریا با پرتاب نیزه سه شاخه خود به آکروپلیس، که آب دریا از آن فوران کرد، ادعای در اختیار گرفتن آن را نمود ولی آتنا با کاشت درخت زیتون برای اولین بار خوبی را در کنار گرفت و صلح را پیشنهاد کرد. دادگاه خدایان و الهه‌ها به نفع آتنا حکم دادند چرا که او هدیه‌ای بهتر به زمین داده بود.
تاج گل‌های زیتون همچنین توسط عروس‌ها پوشیده و به برندگان المپیک اهدا می‌شد.
شاخه زیتون یکی از ویژگی‌های ایرنه بود و بر روی بعضی سکه‌های امپراتوری روم، تصویر وی با نگه داشتن یک شاخه زیتون رو به بالا در دست راست نشان داده می‌شود.
شاخه زیتون نماد صلح در سنت‌های محلی عرب است. در سال ۱۹۷۴، یاسر عرفات، رهبر فلسطینیان شاخه‌های زیتون را به مجمع عمومی سازمان ملل آورد و گفت: «امروز من اینجا آمده‌ام با تفنگ یک رزمنده در یک دست و یک شاخه زیتون در دست دیگر، پس کاری نکنید که شاخه زیتون از دست من رها شود». مستند تفنگ و شاخه زیتون و کتابی با همین نام نوشته دیوید هرست که توسط مترجمان و ناشران مختلف به چاپ رسیده‌است، به این اتفاق تاریخی اشاره دارد.
شاخه زیتون در پرچم سازمان ملل متحد نیز به عنوان نماد صلح استفاده شده‌است.
چندین شهر دارای زیتون مانند اولیو برانچ، می‌سی‌سی‌پی به عنوان نمادی از زندگی صلح آمیز، نامگذاری شده‌است. برخی از نام‌ها و نام خانوادگی غربی مانند الیور، اولیویه، اولیفانت اشاره به شاخه‌های زیتون دارند.

## نگارخانه

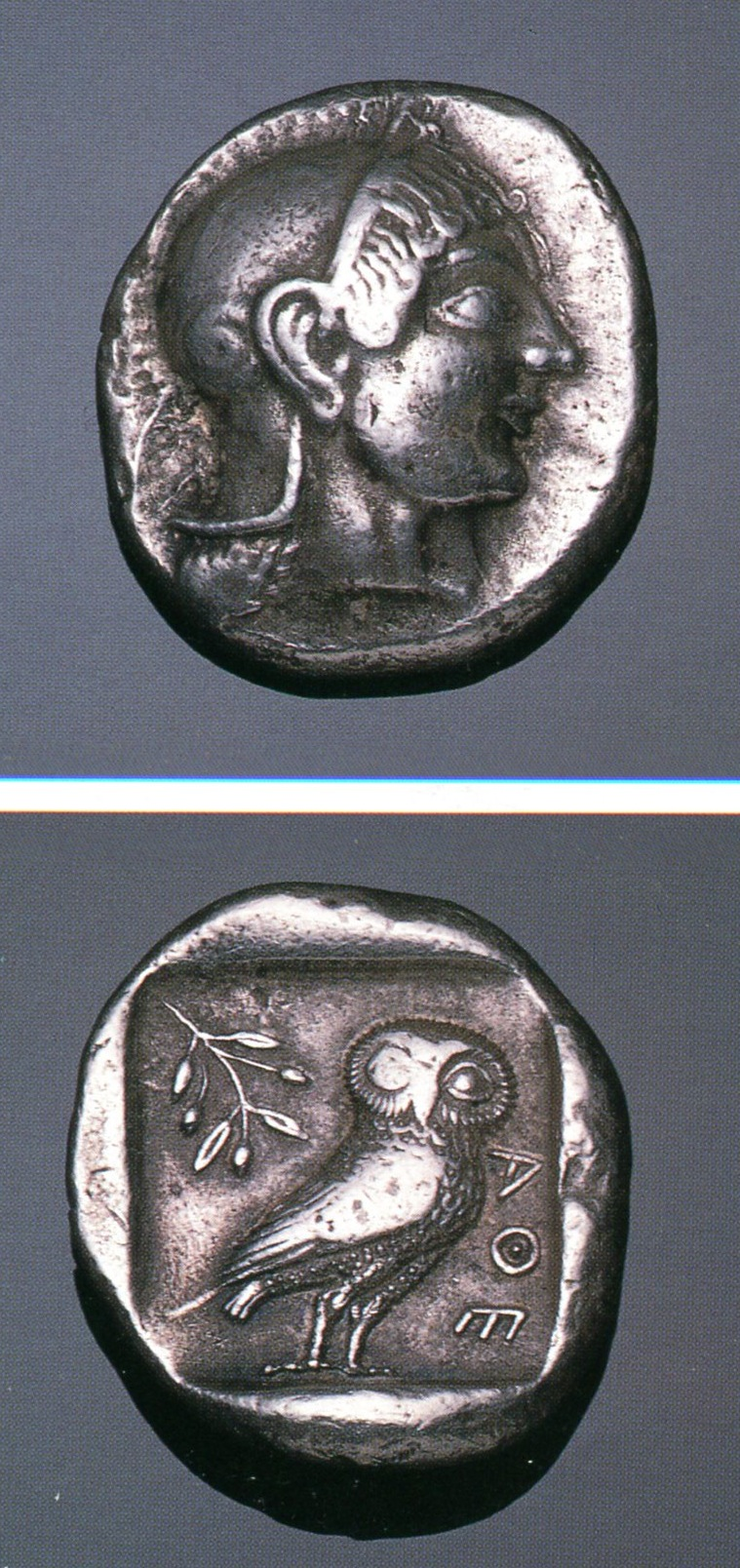
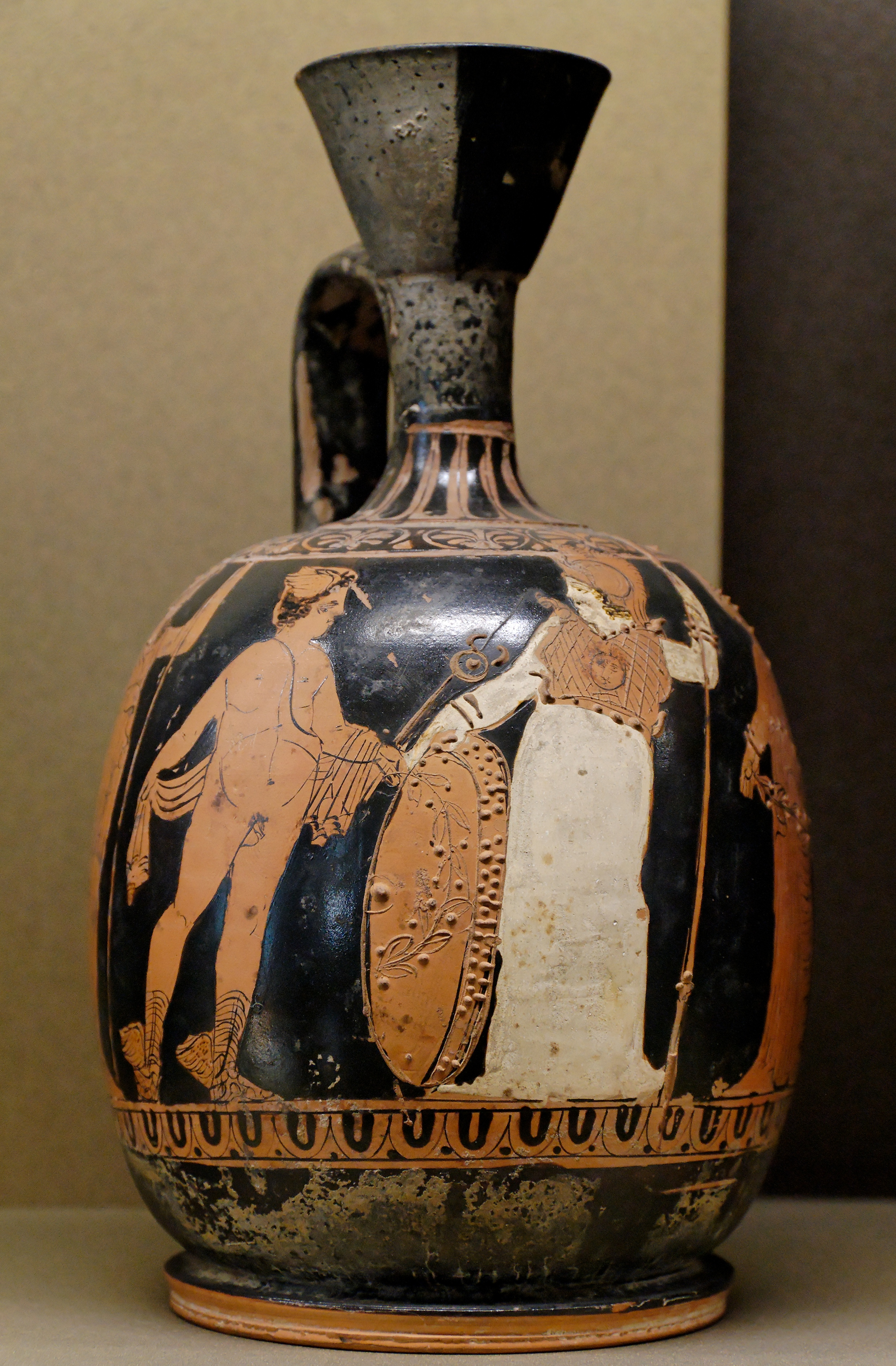
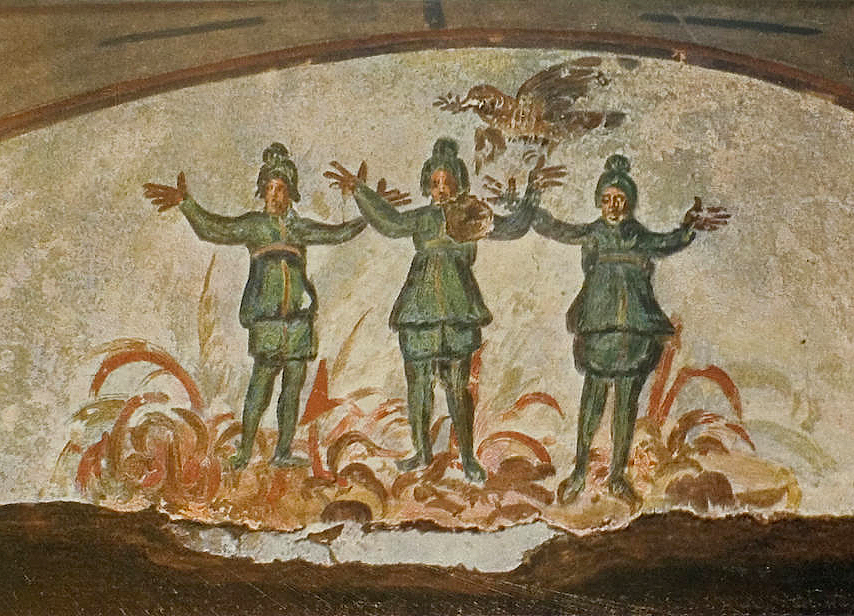
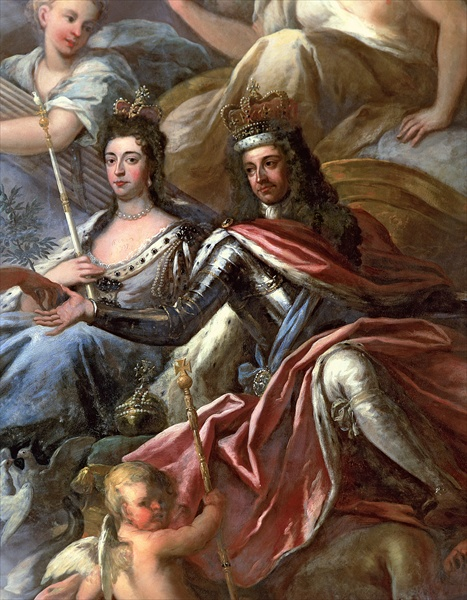
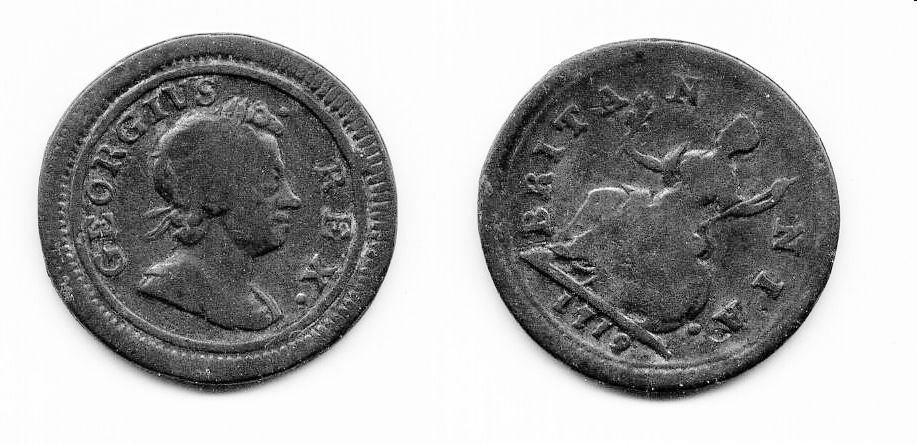
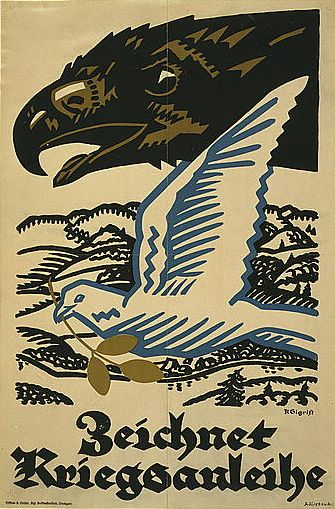
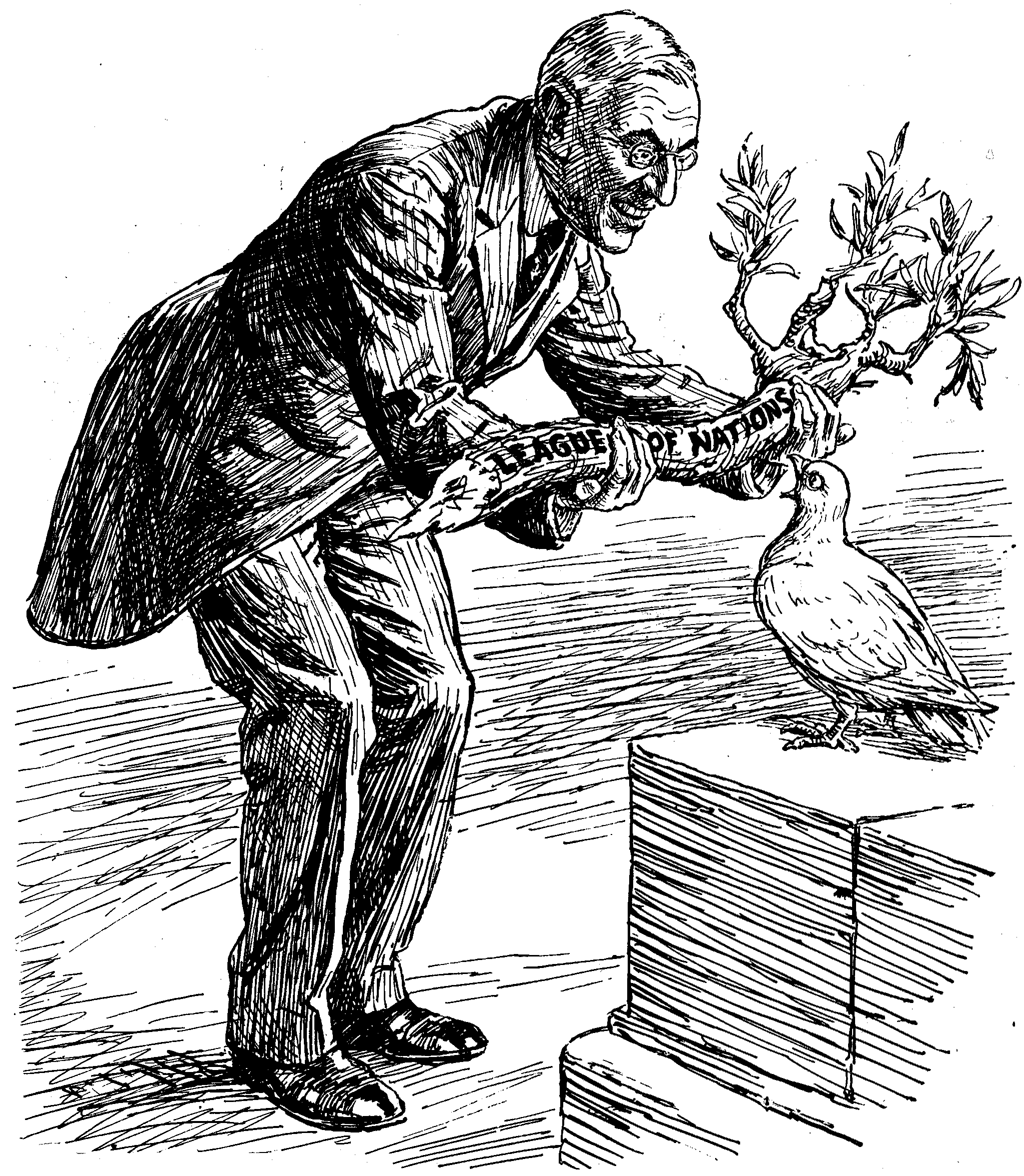
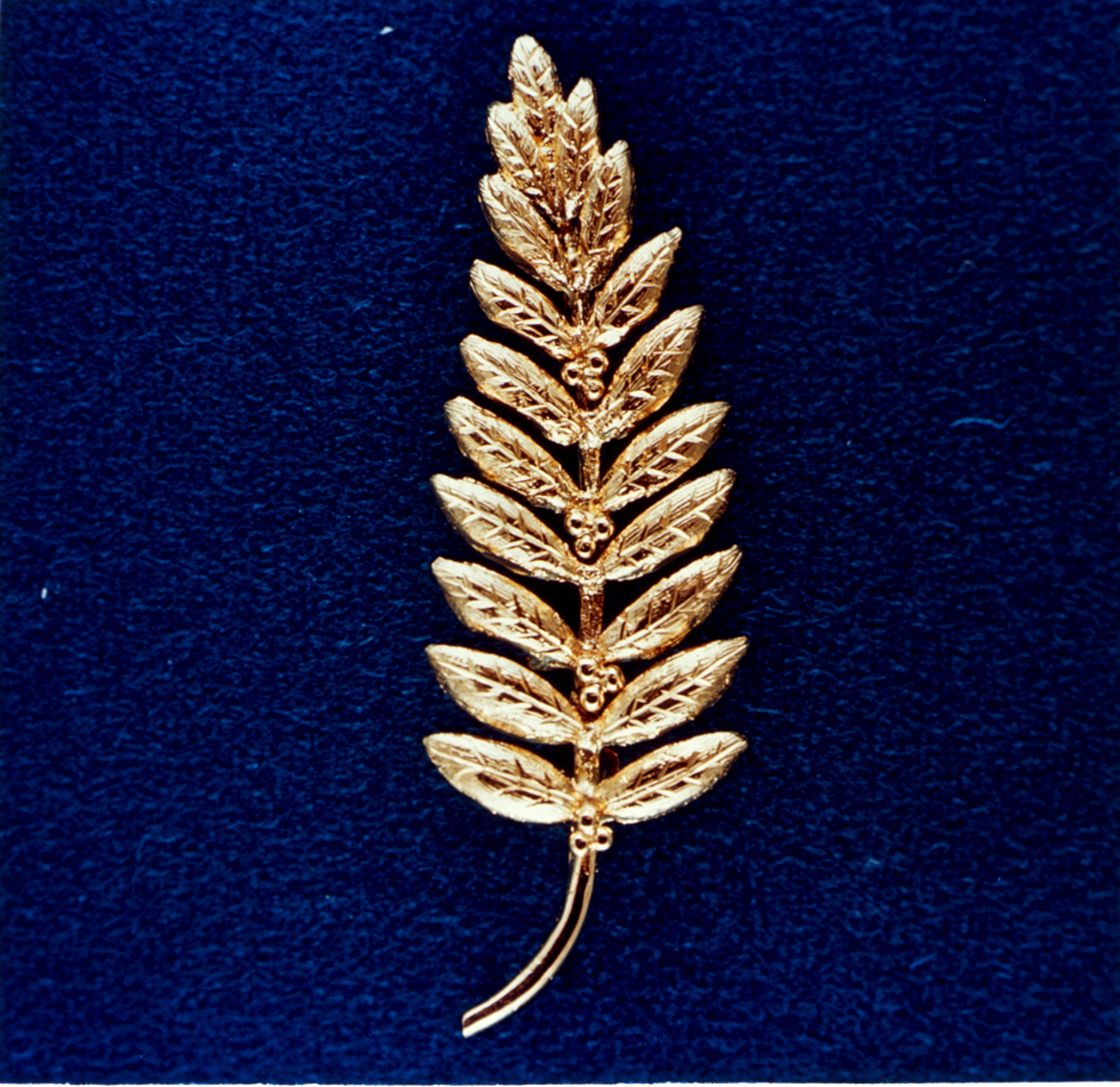